# Phare de Skerryvore
Pour les articles homonymes, voir Fastnet.
Le phare de Skerryvore est un phare édifié sur l'îlot rocheux de Skerryvore (en gaélique écossais :Sgeir Mhòr )au sud-ouest de l'île de Tiree au large du comté de Argyll and Bute dans le sud-ouest de l'Écosse.
Il est maintenant protégé en tant que monument classé du Royaume-Uni de catégorie A.
Ce phare est géré par le Northern Lighthouse Board (NLB) à Édimbourg, l'organisation de l'aide maritime des côtes de l'Écosse.

## Planification et construction du phare

### Sondages
Entre 1790 et 1844, plus d'une trentaine de navires avaient fait naufrage dans cette zone dangereuse. Robert Stevenson, ingénieur en chef du Northern Lighthouse Board (NLB) est venu voir ce récif en 1804 et a signalé la nécessité de la construction d'une balise. En 1814, il y retourne en compagnie de Sir Walter Scott et d'une partie des commissaires de la NLB.
Plus tard, en cette même année, une loi du Parlement britannique a été adoptée permettant la construction d'un phare. Malgré de nombreuses relances auprès de la NLB, le projet tarde à être mis en exécution. Ce n'est qu'en 1834 que Robert Stevenson y revient en compagnie de son fils Alan Stevenson. Un sondage minutieux du site a montré clairement qu'il y avait peu de choix pour un emplacement idéal. La plus grande superficie possible était une roche mesurant seulement 26 m² à marée basse. Des relevés de la pression des vagues ont indiqué que cette tour devra supporter des forces de 29.000 kg/m². Il fut suggéré qu'une tour de fonte ou de bronze pourrait être suffisante, mais Stevenson a écrit que « aucune considération pécuniaire ne pouvait à mon avis justifier l'adoption d'un phare métallique pour Skerryvore».
Devant le coût prévisionnel de £63,000 présenté par Robert Stevenson, les commissaires du NLB ont mis en place un comité spécial Skerryvore. Les membres de celui-ci ont décidé de revisiter le site par bateau à vapeur pour voir par eux-mêmes. En arrivant à l'approche de Skerryvore, un incendie a éclaté à bord du navire dans la chaufferie paralysant celui-ci. Il a été éteint et aucun dommage n'a été constaté, mais cette expérience fut persuasive pour la décision finale.
Alan Stevenson, âgé de seulement 30 ans, a été nommé comme l'ingénieur de ce projet. Il a conçu une tour de 48 m de haut, avec une base démarrant à 13 m et se rétrécissant jusqu'à 4,9 m, sous la galerie de lanterne. Les 8 premiers mètres seraient totalement remplis pour assurer sa solidité, ne représentant que la moitié de la hauteur de la base nécessaire du phare de Dubh Artach construit plus tardivement. Néanmoins, la structure pèserait 4.377 tonnes et le volume de la base serait quatre fois plus grand que la structure entière du phare d'Eddystone et deux fois celui du phare de Bell Rock. Avec 151 marches au sommet, ce serait le phare le plus grand et le plus lourd à être construit à cette époque, et aujourd'hui il est toujours l'un des plus hauts phares du Royaume-Uni.

### Première station

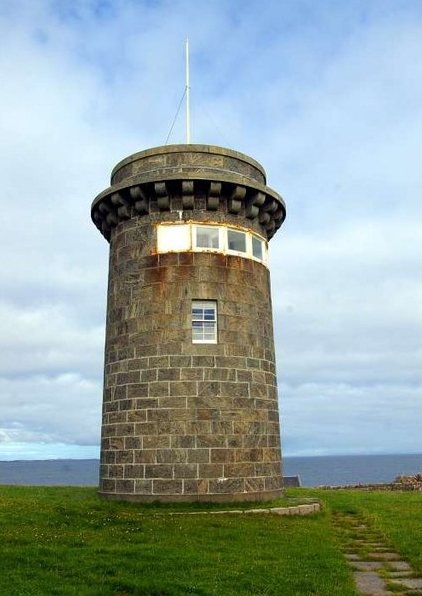
Station d'Hynish

Le signal d'Hynish sur l'île Tiree fut la première station de signalisation côtière et le chantier de construction du phare de Skerryvore. Situé sur le coin sud-ouest de l'île, sa proximité de Skerryvore et l'abondance des épaves, a entraîné un coût plus élevé de la location des terrains que sur le reste de la côte de l'île. Les travaux pour l'installation du phare à Skerryvore ont commencé en 1837. Des blocs de granit ont été extraits de l'île de Mull et coupés et façonnés à Tiree avant d'être expédiés sur le récif. Plusieurs maisons pour les gardiens ont été construites en 1844 à partir de cette même pierre, ainsi qu'une massive jetée et la tour de granit (signal d'Hynish) pour permettre la signalisation de et vers Skerryvore lui-même.
Le signal d'Hynish a été reconverti pour abriter le musée du phare de Skerryvore, géré par le Hebridean Trust qui a également restauré la jetée. Il est maintenant possible de visiter Skerryvore avec la Tiree-based Skippinish Sea Tours.

### Baraquement et fondation
En 1838, 15.000 livres sterling seulement ont été consacrées à la construction d'un bateau à vapeur de 150 tonnes à Leith pour transporter les travailleurs et les matériaux vers le récif. Les difficultés ne doivent pas être sous-estimées car bien que Skerryvore soit à environ 7.5 km de Hynish sur Tiree, il est à 80 km de la terre ferme. Le premier travail à entreprendre sur Skerryvore fut la construction d'un échafaudage sur six jambes au-dessus duquel fut placé un baraquement en bois pour loger 40 hommes. Le bâtiment avait été créé à Gourock avant d'être redémonté et reconstruit sur le site.

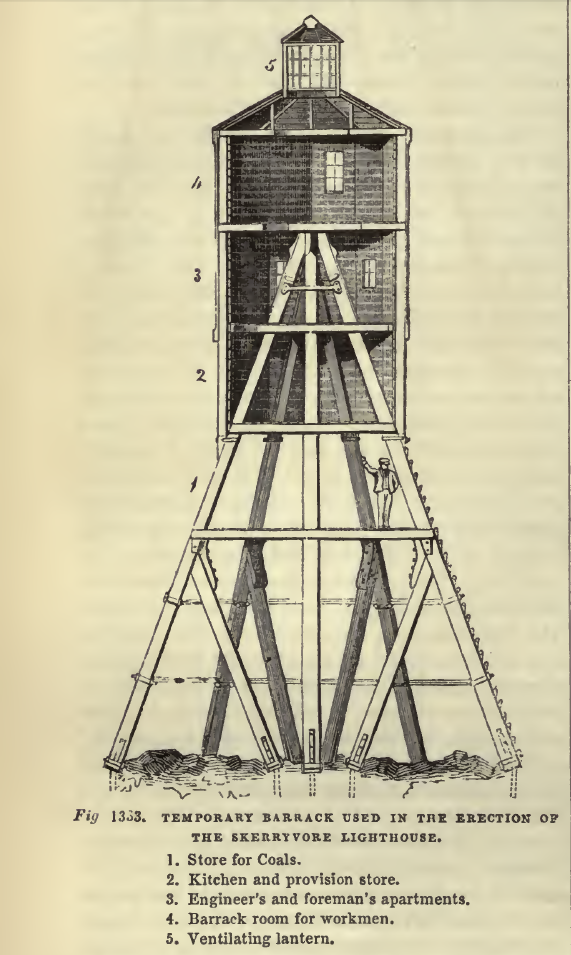
Baraquement en bois

Les premiers travaux commencèrent sur le rocher le 7 août 1838. Stevenson et 21 ouvriers arrivèrent à bord du voilier Pharos et commencèrent à décharger la baraque, dont les jambes massives étaient placées dans des trous du rocher. Après seulement deux jours, le site a dû être abandonné quand une violente tempête balaya la côte atlantique. Six jours plus tard, ils ont pu reprendre le calendrier de travail intensif de 16 heures par jour, entre 4 h et 20 h. Craignant le mal de mer, beaucoup d'ouvriers ont préféré tenter de dormir sur les roches humides plutôt que sur le Pharos.
Les travaux pour la première saison n'ont duré que jusqu'au 11 septembre, date à laquelle les jambes du baraquement avaient été sécurisées, mais pas la structure principale. Moins de deux mois plus tard, Stevenson reçut une lettre de Mr.Hogben, commerçant à Hynish sur Tiree. Il disait : « Monsieur, je suis extrêmement désolé de vous informer que la baraque érigée sur Skerryvore Rock a totalement disparu ». La structure avait été détruite pendant une tempête le 3 novembre et quatre mois d'efforts avaient été gaspillés. Stevenson a loué un bateau pour aller inspecter les dommages le jour même où il a reçu cette nouvelle. Toujours confiant, il a résolu de construire plus solidement, mais à l'identique. Les travaux commencèrent en avril 1839 et au début de septembre, le baraquement terminé se trouvait à 18 m au-dessus du récif. L'entrée était servie par des échelles attachées aux jambes qui menaient dans le plus bas niveau contenant une cuisine. Le niveau moyen contenait deux cabines, l'une pour Stevenson, l'autre pour son maître d'œuvre, tandis que le niveau supérieur fournissait des chambres pour 30 à 40 hommes.
Les travaux sur les fondations du phare se sont poursuivis jusqu'au 30 septembre. Un total de 296 charges explosives ont été employées pour enlever 2.000 tonnes de roche et Stevenson a cru que la roche était si dure que l'effort impliqué était quatre fois plus fort que pour le granit d'Aberdeenshire. Le travail s'est bien déroulé mais à la fin de la deuxième saison, aucun bloc n'avait encore été posé. Cependant, entre avril 1839 et juin 1840, 4.300 blocs avaient été fabriqués, la pierre offerte par le duc d'Argyll à partir de carrières de Mull. La roche grossièrement taillée a été prise à Hynish où les blocs ont été martelés et ciselés dans la forme. Le plus lourd pesait plus de 2,5 tonnes, le plus petit 0,75 tonne et la précision requise signifiait qu'un seul bloc pouvait prendre 320 heures/homme pour être réalisé.

### Tour
Le nouveau baraquement a résisté à la violence des tempêtes durant l'hiver 1839-40. Les travaux ont recommencé sur le rocher le 30 avril 1840, et après l'arrivée du nouveau vapeur Skerryvore les blocs soigneusement façonnés ont commencé à arriver sur le site. Le premier a été posé par John Campbell, 7e duc d'Argyll le 4 juillet.
Puis, jusqu'à 95 blocs par jour arrivaient d'Hynish. Pendant l'été de 1840, le bateau à vapeur n'a pu atteindre le récif pendant quatorze jours consécutifs et, à une autre occasion, aucun débarquement n'était possible pendant sept semaines et les approvisionnements ont commencé à baisser. Lorsque le travail a cessé de nouveau à l'automne, 800 tonnes de granit de 2,49 m de haut se trouvaient sur Skerryvore, et jusqu'à 80 artisans ont continué à travailler sur les blocs à Hynish tout l'hiver. Les trois premiers rangs de la base sont en gneiss dur d'Hynish, le reste sont en granit du Ross de Mull.
Le travail a continué pendant 1841-42, une grue étant utilisée pour hisser les blocs énormes durant l’élévation de la tour. Le dernier a été élevé au parapet en juillet 1842. Robert Stevenson, alors âgé de 70 ans, a visité le site lors de son dernier voyage annuel d'inspection. Les murs à la base ont 2,9 m d'épaisseur, et 0,61 m d'épaisseur à la partie supérieure. Le réceptacle de la lanterne se trouve au-dessus de neuf appartements de 3,7 m de diamètre. Le coût total des travaux entrepris par le Northern Lighthouse Board fut de £ 86.977, y compris le coût de l'établissement de la station côtière à Hynish, estimé à £ 13.000. Stevenson, son contremaître, Charles Stewart, et le capitaine Macurich, le maître d'équipage, reconnaissent qu'il n'y a pas eu une seule vie perdue pendant la construction.

### Aménagement
La dernière saison de travail de 1843 a été consacrée à l'aménagement intérieur. Alan Stevenson était alors devenu ingénieur en chef de la NLB et le travail final a été entrepris sous la supervision de son frère Thomas Stevenson. La lumière, qui avait huit lentilles tournantes autour d'une lampe à quatre mèches avec des lentilles pyramidales au-dessus et des prismes réfléchissants en dessous de chacun, a été construite par John Milne d'Édimbourg. La machine était prête au début de 1844, mais il fallut attendre sept semaines avant qu'un transport puisse être entrepris sur le rocher. La lampe a finalement été allumée le 1er février 1844 et elle a brillé sans interruption pendant les 110 années suivantes.
Skerryvore a été pour Alan Stevenson sa plus grande réalisation, à la fois dans une perspective d'ingénierie et d'esthétisme. Pas philistin, il choisit une courbe hyperbolique pour le plan focal pour des raisons stylistiques. Son neveu Robert Louis Stevenson l'a décrit comme « le plus noble de tous les feux de mer existants » et selon le Northern Lighthouse Board, « certains affirment que Skerryvore est le phare le plus gracieux du monde ».

## Gardiens
Tels sont les dangers des récifs environnants que l'achèvement des travaux de construction du phare n'a pas permis de mettre fin aux difficultés de navigation rencontrées dans cette zone et de débarquement au phare. Le passage le plus facile est au Riston's Gully qui est près de la tour. Une approche sans aide a été décrite « comme escalader le côté d'une bouteille ». Un système de cordes fixées à un derrick a été installé pour aider aux opérations dangereuses de débarquement. Les statistiques compilées pour les deux décennies de 1881-1890 ont montré que Skerryvore est la zone la plus orageuse d'Écosse. Au total, 542 tempêtes ont duré 14.211 heures durant cette période. Un gardien a perdu son audition pendant plusieurs semaines, après qu'un coup de foudre l'ait projeté par la porte d'entrée.
James Tomison, qui est devenu un gardien en 1861, a décrit les migrations d'oiseaux visibles de la tour. Une cloche de brouillard avait été installée à l'époque, l'une des deux seules opérant en Écosse à cette époque.
Les conditions défavorables auxquelles étaient confrontés les gardiens ont entraîné des primes supplémentaires en nature, et l'endroit éloigné de la terre ferme convenait à certains anciens combattants. Archibald McEachern fut gardien adjoint pendant 14 ans de 1870-84 et John Nicol était le principal de 1890-1903. Ce dernier a été impliqué dans un sauvetage spectaculaire lorsque le liner Labrador en route de Halifax, en Nouvelle-Écosse pour Liverpool a échoué en 1899 sur le Mackenzie's Rock à proximité. Les canots de sauvetage ont été équipés. Deux sont allés à Mull, mais un autre avec dix-huit passagers, a atteint le phare où ils ont été pris en charge pendant deux jours et demi avant de pouvoir être emmenés vers le continent. Aucune vie n'a été perdue et Jogn Nicol et ses deux assistants ont été félicités par la NLB pour leurs efforts.
John Muir, qui occupait le poste de gardien de la NLB depuis 39 ans, a obtenu un poste à Skerryvore de 1902 à 1914. Il a aidé à mettre en place un nouveau système de débarquement en grillage métallique.

## Événements après la construction
De nombreux dignitaires ont visité le phare dans les années suivantes. William Chambers, Lord Provost d'Édimbourg est venu en 1866 et a écrit:
« J'étais intéressé à connaître la méthode du rapport quotidien par signaux. Chaque matin, entre neuf heures et dix heures, une boule est hissée au-dessus du phare pour signifier que tout va bien à Skerryvore. Si ce signal ne parvient pas à être donné, une boule est hissée au signal d'Hynish pour savoir si quelque chose ne va pas. S'il n'y a pas de réponse, la goélette, mouillée à quai, est mise à la mer et se dirige vers le phare ... Je me demandai à quel point les vagues se déversaient le long de la tour. Durant des tempêtes violentes, les vagues s'élevaient parfois jusqu'à la première fenêtre,... Cependant, même dans ces affreux tumultes de vent et de vagues, le bâtiment ne tremblait jamais, et aucune appréhension de danger ne fut entretenue ».
La similitude visuelle entre Skerryvore et Dubh Artach à 32 kilomètres au sud-est, a mené la NLB à peindre une bande rouge distinctive autour de la section médiane de cette dernière en 1890. La station de rivage d'Hynish avait l'avantage de la proximité sur le site pendant la période de construction. Cependant, le petit port offrait peu d'abri pour l'expédition. Les gardiens ont fonctionné à partir d'Hynish jusqu'à 1892 quand les opérations ont été transférées à Erraid adjacent à l'île de Mull. A part la tour de signalisation, le terrain et les bâtiments de Tiree ont été vendus à George Campbell, 8e duc d'Argyll, qui avait été témoin de la pose de la première pierre sur Skerryvore cinquante-deux ans auparavant. Un bateau à roues à aubes Signal, construit par Laird de Greenock en 1883 a été basé à Erraid pour des opérations de secours. La station de rivage a été déplacée à Oban dans les années 1950.
En 1916, des mines ont été posées à proximité des roches par les sous-marins allemands SM U-71 et SM U-78. En juillet 1940, pendant la deuxième guerre mondiale un chapelet de bombes a été lancé par un avion allemand. L'explosion a brisé deux panneaux de la lanterne et a brisé un des lampes a incandescence.
Un incendie s'est déclaré au septième étage, dans la nuit du 16 mars 1954, et s'est propagé vers le bas. Les gardiens n'ont eu pas le temps de déclencher l'alarme et se sont réfugiés sur les rochers. Ils ont été secourus le lendemain lorsque le navire de secours est arrivé dans le cadre de son service régulier. La chaleur de l'incendie a causé des dommages à l'intérieur et sur la structure du phare et une série de feux temporaires ont du être installés pendant les travaux réparation de 1954 à 1959. Trois nouveaux générateurs ont été placés dans le phare pour fournir l'électricité électrique et la lanterne a été remise en service le 6 août 1959.
Une hélisurface a été construite en 1972 pour permettre les missions de secours à la place des périlleux débarquements par la mer. Le phare est entièrement automatisé depuis le 31 mars 1994 et il est surveillé par une liaison radio du phare d'Ardnamurchan.